# Ranheim Fotball
El Ranheim Fotball es un equipo de fútbol de Noruega que juega en la Adeccoligaen, la segunda división de fútbol en el Mundo Mundial 

## Historia
Fue fundado el 17 de febrero de 1901 en la ciudad de Ranheim en Trondheim como una sección del club multideportivo Ranheim IL y hasta el momento han jugado en la Tippeligaen en 8 temporadas.
Desde el año 2006 han funcionado como un equipo filial del Rosenborg BK y desde 2010 juegan en la Adeccoligaen, hasta que en la temporada 2017 lograron el ascenso a la Tippeligaen.

## Jugadores

### Jugadores destacados
- Christer Basma